# Serie A 1927-1928
L'edizione 1927-1928 della Serie A svizzera vide la vittoria finale del Grasshopper Club Zürich.

## Stagione

### Novità
Dalla Serie A 1926-1927, è stato retrocesso il Veltheim in Serie Promozione 1927-1928. Dalla Serie Promozione 1927-1928 è stato promosso il Chiasso.

## Formula
Partecipano 27 squadre suddivise in tre gironi all'italiana composti da 9 squadre ciascuno. Due punti alla vittoria, un punto al pareggio, zero punti alla sconfitta. In caso di arrivo a pari merito si procede ad uno o più spareggi. Le squadre vincenti di ciascun girone si affrontano in una fase finale composta da un girone a tre squadre per stabilire la squadra campione del torneo. Le ultime squadre classificate di ogni girone affrontano le tre squadre pretendenti alla promozione provenienti dal campionato Serie Promozione, per stabilire promozioni e/o retrocessioni.

## Squadre partecipanti
| Club              | Città      | Stadio                | Stagione precedente               |
| ----------------- | ---------- | --------------------- | --------------------------------- |
| Blue Stars Zurigo | Zurigo     | Hardturm Stadion      | 8º nel Girone Est                 |
| Brühl             | San Gallo  | -                     | 6º nel Girone Est                 |
| Chiasso           | Chiasso    | Campo di via Comacini | 1º nel Girone Est 1 (Neopromosso) |
| Grasshoppers      | Zurigo     | Hardturm Stadion      | Campione di Svizzera              |
| Lugano            | Lugano     | Campo Marzio          | 3º nel Girone Est                 |
| San Gallo         | San Gallo  | Stadio Espenmoos      | 5º nel Girone Est                 |
| Winterthur        | Winterthur | Schützenwiese         | 7º nel Girone Est                 |
| Young Fellows     | Zurigo     | Hardturm Stadion      | 2º nel Girone Est                 |
| Zurigo            | Zurigo     | Stadio Letzigrund     | 4º nel Girone Est                 |

### Classifica finale
|  | Pos. | Squadra           | Pt | G  | V  | N | P  | GF | GS | DR  |
|  | ---- | ----------------- | -- | -- | -- | - | -- | -- | -- | --- |
|  | 1.   | Grasshoppers      | 28 | 16 | 13 | 2 | 1  | 57 | 22 | +35 |
|  | 2.   | Young Fellows     | 24 | 16 | 11 | 2 | 3  | 40 | 20 | +20 |
|  | 3.   | Lugano            | 19 | 16 | 8  | 3 | 5  | 47 | 36 | +11 |
|  | 4.   | Blue Stars Zurigo | 16 | 16 | 6  | 4 | 6  | 40 | 43 | -3  |
|  | 5.   | Zurigo            | 15 | 16 | 6  | 3 | 7  | 43 | 42 | +1  |
|  | 6.   | Chiasso           | 12 | 16 | 4  | 4 | 8  | 29 | 41 | -12 |
|  | 7.   | San Gallo         | 10 | 16 | 3  | 4 | 9  | 27 | 38 | -11 |
|  | 8.   | Brühl             | 10 | 16 | 3  | 4 | 9  | 26 | 47 | -21 |
|  | 8.   | Winterthur        | 10 | 16 | 5  | 0 | 11 | 26 | 46 | -20 |

Legenda:

      Ammesso alla fase finale per il titolo di campione di Svizzera.
 Va agli spareggi per la retrocessione/promozione.
Note:

Due punti a vittoria, uno a pareggio, zero a sconfitta.
Spareggio previsto anche per squadre a pari punti in zona retrocessione/spareggi.

### Tabellone
| Girone est        | BLS | BRÜ | CHI | GRA | LUG | SGA | WIN | YFZ | ZUR |
| Blue Stars Zurigo |     | 3-3 | 0-2 | 2-3 | 3-3 | 2-2 | 1-0 | 3-1 | 2-4 |
| Brühl             | 0-4 |     | 2-2 | 0-1 | 3-1 | 2-2 | 5-3 | 2-3 | 3-5 |
| Chiasso           | 0-4 | 4-0 |     | 2-5 | 0-3 | 2-1 | 3-4 | 1-2 | 3-3 |
| Grasshoppers      | 2-2 | 5-1 | 3-1 |     | 6-3 | 4-2 | 6-1 | 2-1 | 9-2 |
| Lugano            | 4-2 | 8-0 | 3-3 | 2-3 |     | 1-1 | 4-2 | 1-5 | 2-1 |
| San Gallo         | 2-4 | 4-3 | 3-1 | 0-3 | 1-3 |     | 1-3 | 1-2 | 4-2 |
| Winterthur        | 3-0 | 0-1 | 0-2 | 2-0 | 3-7 | 2-1 |     | 0-2 | 1-4 |
| YF Zurigo         | 6-1 | 2-1 | 2-2 | 1-1 | 3-1 | 2-0 | 0-1 |     | 4-1 |
| Zurigo            | 7-1 | 0-0 | 6-1 | 0-4 | 0-1 | 2-2 | 3-1 | 2-4 |     |

### Spareggio per l'ultimo posto
| Sciaffusa 15 aprile 1928 | Brühl | 2 – 1 | Winterthur |  |

| Wil 22 aprile 1928 | San Gallo | 3 – 0 (d.t.s.) | Winterthur |  |

| - 27 aprile 1928 | San Gallo | - – - | Brühl |  |

## Squadre partecipanti
| Club              | Città    | Stadio               | Stagione precedente    |
| ----------------- | -------- | -------------------- | ---------------------- |
| Aarau             | Aarau    | Stadion Brügglifeld  | 9º nel Girone Centrale |
| Basilea           | Basilea  | Landhof-Stadium      | 4º nel Girone Centrale |
| Berna             | Berna    | Stadion Neufeld      | 5º nel Girone Centrale |
| Concordia Basilea | Basilea  | Stadio Concordia     | 8º nel Girone Centrale |
| Grenchen          | Grenchen | Stadion Brühl        | 3º nel Girone Centrale |
| Nordstern         | Basilea  | Stadion Rankhof      | 2º nel Girone Finale   |
| Old Boys Basilea  | Basilea  | Schützenmatte        | 6º nel Girone Centrale |
| Soletta           | Soletta  | Stadion FC Solothurn | 7º nel Girone Centrale |
| Young Boys        | Berna    | Wankdorfstadion      | 2º nel Girone Centrale |

### Classifica finale
|  | Pos. | Squadra           | Pt | G  | V  | N | P  | GF | GS | DR  |
|  | ---- | ----------------- | -- | -- | -- | - | -- | -- | -- | --- |
|  | 1.   | Nordstern         | 23 | 16 | 10 | 3 | 3  | 40 | 11 | +29 |
|  | 2.   | Young Boys        | 22 | 16 | 9  | 4 | 3  | 34 | 10 | +24 |
|  | 3.   | Basilea           | 21 | 16 | 10 | 1 | 5  | 27 | 21 | +6  |
|  | 4.   | Aarau             | 20 | 16 | 8  | 4 | 4  | 27 | 19 | +8  |
|  | 5.   | Berna             | 17 | 16 | 7  | 3 | 6  | 32 | 22 | +10 |
|  | 6.   | Grenchen          | 13 | 16 | 5  | 3 | 8  | 20 | 33 | -13 |
|  | 7.   | Concordia Basilea | 11 | 16 | 5  | 1 | 10 | 26 | 38 | -12 |
|  | 8.   | Old Boys Basilea  | 10 | 16 | 4  | 2 | 10 | 15 | 40 | -25 |
|  | 9.   | Soletta           | 7  | 16 | 2  | 3 | 11 | 16 | 43 | -27 |

Legenda:

      Ammesso alla fase finale per il titolo di campione di Svizzera.
 Va allo spareggio retrocessione/promozione.
Note:

Due punti a vittoria, uno a pareggio, zero a sconfitta.
In caso di pari punti si va allo spareggio, non conta la differenza reti.

### Tabellone
| Girone centro     | AAR | BAS | BER | CON | GRE | NOR | OLB | SOL | YUB |
| Aarau             |     | 2-0 | 2-3 | 4-2 | 0-0 | 1-0 | 2-0 | 3-1 | 2-0 |
| Basilea           | 3-1 |     | 1-2 | 2-1 | 2-1 | 1-0 | 2-0 | 4-0 | 0-5 |
| Berna             | 2-2 | 3-2 |     | 5-0 | 4-1 | 0-1 | 4-0 | 1-0 | 1-2 |
| Concordia Basilea | 0-2 | 0-1 | 3-2 |     | 3-0 | 0-4 | 2-0 | 8-2 | 2-7 |
| Grenchen          | 3-2 | 3-2 | 2-2 | 3-2 |     | 0-0 | 1-2 | 1-2 | 1-0 |
| Nordstern         | 1-1 | 0-1 | 2-1 | 1-0 | 8-0 |     | 2-0 | 7-3 | 1-1 |
| Old Boys Basilea  | 1-1 | 2-3 | 2-1 | 1-2 | 1-4 | 0-5 |     | 5-3 | 0-0 |
| Soletta           | 1-2 | 1-3 | 1-1 | 0-0 | 1-0 | 1-5 | 0-1 |     | 0-2 |
| Young Boys        | 1-0 | 0-0 | 1-0 | 4-0 | 2-0 | 1-3 | 8-0 | 0-0 |     |

## Squadre partecipanti
| Club               | Città             | Stadio                 | Stagione precedente  |
| ------------------ | ----------------- | ---------------------- | -------------------- |
| Bienne             | Bienne            | Stadion Gurzelen       | 3º nel Girone Finale |
| Cantonal Neuchâtel | Neuchâtel         | Stadio Cantonal        | 6º nel Girone Ovest  |
| Étoile Carouge     | Carouge           | Stade de La Fontenette | 4º nel Girone Finale |
| Étoile-Sporting    | San Gallo         | Stade Les Foulets      | 7º nel Girone Ovest  |
| Friburgo           | Friborgo          | Stade Saint-Léonard    | 9º nel Girone Ovest  |
| La Chaux-de-Fonds  | La Chaux-de-Fonds | Stade de la Charrière  | 8º nel Girone Ovest  |
| Losanna            | Losanna           | Stade de la Pontaise   | 3º nel Girone Ovest  |
| Servette           | Ginevra           | Stade des Charmilles   | 2º nel Girone Ovest  |
| Urania Ginevra     | Ginevra           | Stade de Frontenex     | 5º nel Girone Ovest  |

### Classifica finale
|  | Pos. | Squadra            | Pt | G  | V  | N | P | GF | GS | DR  |
|  | ---- | ------------------ | -- | -- | -- | - | - | -- | -- | --- |
|  | 1.   | Étoile Carouge     | 27 | 16 | 13 | 1 | 2 | 41 | 15 | +26 |
|  | 2.   | Servette           | 20 | 16 | 10 | 0 | 6 | 52 | 26 | +26 |
|  | 3.   | Bienne             | 20 | 16 | 8  | 4 | 4 | 31 | 22 | +9  |
|  | 4.   | Étoile-Sporting    | 17 | 16 | 6  | 5 | 5 | 30 | 28 | +2  |
|  | 5.   | Losanna            | 13 | 16 | 5  | 3 | 8 | 32 | 36 | -4  |
|  | 6.   | La Chaux-de-Fonds  | 13 | 16 | 5  | 3 | 8 | 19 | 32 | -13 |
|  | 7.   | Friburgo           | 12 | 16 | 5  | 2 | 9 | 22 | 36 | -14 |
|  | 8.   | Urania Ginevra     | 12 | 16 | 5  | 2 | 9 | 19 | 33 | -14 |
|  | 9.   | Cantonal Neuchâtel | 10 | 16 | 3  | 4 | 9 | 14 | 32 | -18 |

Legenda:

      Ammesso alla fase finale per il titolo di campione di Svizzera.
 Va agli spareggi per la retrocessione/promozione.
Note:

Due punti a vittoria, uno a pareggio, zero a sconfitta.

### Tabellone
| Girone ovest       | BIE | CAN | ECA | ESP | FRI | LCF | LOS  | SER | URA |
| Bienne             |     | 2-1 | 1-2 | 1-1 | 6-1 | 3-1 | 1-0  | 3-2 | 2-1 |
| Cantonal Neuchâtel | 2-2 |     | 1-3 | 2-2 | 0-3 | 2-0 | 1-1  | 1-0 | 1-0 |
| Étoile Carouge     | 0-2 | 3-1 |     | 2-3 | 4-3 | 2-1 | 4-1  | 2-0 | 5-1 |
| Étoile-Sporting    | 4-3 | 4-2 | 0-1 |     | 1-3 | 2-0 | 3-1  | 4-2 | 0-1 |
| Friburgo           | 1-0 | 1-0 | 0-5 | 1-1 |     | 0-1 | 2-4  | 0-2 | 3-1 |
| La Chaux-de-Fonds  | 0-0 | 2-0 | 1-1 | 2-1 | 2-1 |     | 1-5  | 2-3 | 2-2 |
| Losanna            | 2-3 | 0-0 | 0-4 | 2-2 | 7-2 | 0-1 |      | 1-2 | 3-0 |
| Servette           | 3-1 | 7-0 | 0-1 | 4-0 | 1-3 | 6-2 | 10-4 |     | 5-0 |
| Urania             | 1-1 | 2-0 | 0-2 | 3-2 | 1-0 | 4-1 | 0-1  | 2-5 |     |

## Girone finale
| Basilea 22 aprile 1928 | Nordstern | 2 – 1 | Étoile Carouge |  |

| Ginevra 29 aprile 1928 | Grasshoppers | 4 – 1 | Étoile Carouge |  |

| Zurigo 13 maggio 1928 | Grasshoppers | 2 – 1 | Nordstern |  |

### Classifica finale
|  | Pos. | Squadra        | Pt | G | V | N | P | GF | GS | DR |
|  | ---- | -------------- | -- | - | - | - | - | -- | -- | -- |
|  | 1.   | Grasshoppers   | 4  | 2 | 2 | 0 | 0 | 6  | 2  | +4 |
|  | 2.   | Nordstern      | 2  | 2 | 1 | 0 | 1 | 3  | 3  | 0  |
|  | 3.   | Étoile Carouge | 0  | 2 | 0 | 0 | 2 | 2  | 6  | -4 |

Legenda:

      Campione Svizzero di Serie A 1927-1928.
Note:

Due punti a vittoria, uno a pareggio, zero a sconfitta.

## Spareggi retrocessione/promozione

### Spareggio zona est
| Winterthur 6 maggio 1928 | Winterthur | 2 – 2 | Oerlikon |  |

| Oerlikon 13 maggio 1928 | Oerlikon | 1 – 4 | Winterthur |  |

### Spareggio zona centro
| Soletta 13 maggio 1928 | Soletta | 2 – 1 | Lucerna |  |

| Lucerna 20 maggio 1928 | Lucerna | 2 – 2 | Soletta |  |

### Spareggio zona ovest
| Morges 13 maggio 1928 | Forward Morges | 0 – 1 | Cantonal Neuchâtel |  |

| Neuchâtel 20 maggio 1928 | Cantonal Neuchâtel | 1 – 2 | Forward Morges |  |

#### Spareggio finale
| Losanna 10 giugno 1928 | Cantonal Neuchâtel | 2 – 0 | Forward Morges |  |

## Verdetti finali
- Grasshoppers Campione di Svizzera 1927-1928.
- Winterthur, Soletta e Cantonal Neuchâtel restano in Serie A.